# Bobbie Mitchell
Bobbie Mitchell is een Amerikaanse actrice, vooral bekend geworden dankzij de verschillende verpleegsters die ze speelde in M*A*S*H. Zo was ze respectievelijk te zien als zuster Mason, Marshall, Gilbert, Lyons, Murphy, Mitchell, Able, Baker en ten slotte als Lt. Gage.

## Filmografie
- Rendezvous Hotel (televisiefilm, 1979) - Barbara Claiborne
- Charlie's Angels televisieserie - Grace Cooley, Miss California (Afl., Pretty Angels All in a Row, 1977)
- Charlie's Angels televisieserie - Mason (Afl., Terror on Ward One, 1977)
- McCloud televisieserie - Angie (Afl., McCloud Meets Dracula, 1977)
- M*A*S*H televisieserie - Verschillende verpleegsters (17 afl., 1973-1976)
- Three's Company televisieserie - Zoey (Afl., Unaired Pilot #1, 1976)
- Starsky and Hutch televisieserie - Diane Sills (4 afl., 1975)
- The Bob Crane Show televisieserie - Mary (Afl., Grin and Bare It, 1975)
- Lotsa Luck televisieserie - Girl at Table (Afl., The New Stan, 1973)
- The Six Million Dollar Man: Wine, Women and War (televisiefilm, 1973) - Stewardess
- The New Dick Van Dyke Show televisieserie - Houseguest (Afl., Dennis Takes a Life, 1973)